# 檜皮姬
檜皮姬（ひわだひめ，1230年—1247年6月17日）， 宽喜2年出生，鎌倉時代中期北条一門女性人物。北条时氏之女，母亲是松下禅尼。鎌倉幕府5代将軍藤原頼嗣的正室。
檜皮姬的祖父3代执权北条泰時死後，19岁之兄北条经時继位，将軍藤原赖经为中心的反得宗勢力与执权北条氏对立。经時把将軍藤原赖经解任，以赖经6岁的儿子藤原赖嗣为新将軍。宽元3年（1245年）7月26日，16岁的檜皮姬嫁给7岁的新将軍藤原赖嗣为正室。竹御所死後，北条氏再次成为将軍家外戚。
北条经時寛元4年（1246年）去世，弟北条時赖继任执权，檜皮姬在宝治元年（1247年）5月13日，18岁时去世。1个月后发生宝治合战。